# 改訂
| ウィキペディアには「改訂」という見出しの百科事典記事はありません（タイトルに「改訂」を含むページの一覧/「改訂」で始まるページの一覧）。 代わりにウィクショナリーのページ「改訂」が役に立つかもしれません。 |